# Reimersholme
Reimersholme es una pequeña isla en el centro de Estocolmo, en el país europeo de Suecia. Se localiza al oeste de Södermalm y al sur de la isla vecina de Långholmen. Según datos de 2006 Reimersholme está habitada por 2.324 personas, que viven en 1.527 viviendas, y con un ingreso promedio anual de 306.500 coronas suecas. 12 por ciento de los habitantes de la isla son de origen extranjero. Hasta el 24 de junio de 1798 Reimersholme fue llamada Räkneholmen. Su nombre actual se refiere a Anders Reimer (1727-1816), un empresario y  magistrado cuya propiedad todavía se pueden encontrar en el lado este de la isla.